# Distrito judicial de Lambayeque
El distrito judicial de Lambayeque es una división administrativa del Poder Judicial del Perú. Tiene como sede la ciudad de Chiclayo y su competencia se extiende al departamento de Lambayeque así como a las provincias de Cutervo, Jaén y San Ignacio del vecino departamento de Cajamarca  y el distrito de Llama de la provincia cajamarquina de Chota y los distritos de Nanchoc y Bolívar de la provincia cajamarquina de San Miguel.

## Historia
Los inicios de este distrito judicial se remontan a la creación de la Corte Superior de Justicia de Lambayeque, la misma que fue creada el 30 de febrero de 1920 mediante Ley N° 4049 que, en el mismo acto, también creó la Corte Superior de Justicia de Junín. Inicialmente, la competencia de esta corte se fijó sobre el territorio del departamento de Lambayeque y las provincias de Cutervo y Jaén. La corte se instaló en Chiclayo el 23 de mayo de 1920 bajo el gobierno de Augusto B. Leguía. Sus primer presidente fue el señor Manuel C. Rodríguez y los vocales los señores Augusto R. Llontop, Elíseo Pérez Velásquez y Augusto Ríos.

## Conformación
Consta de 108 dependencias judiciales incluyendo once salas superiores, 70 juzgados especializados y 27 juzgados de paz letrado, además de diversos jueces de paz en distintas localidades de su jurisdicción.

## Jurisdicción
El distrito judicial de Lambayeque tiene una jurisdicción sobre las tres provincias del departamento de Lambayeque (Chiclayo, Lambayeque y Ferreñafe) además de tres provincias del departamento de Cajamarca (Cutervo, Jaén y San Ignacio) y el distrito de Cochabamba de la provincia cajamarquina de Chota.